# Хасьянов, Равиль Ибрагимович
Равиль Ибрагимович Хасьянов (род. 1940) — советский футболист, защитник.

## Биография
Равиль Хасьянов родился в 1940 году.
Играл в футбол на позиции защитника. В 1960 году выступал в классе «Б» за новороссийский «Цемент», провёл 25 матчей.
В 1961 году защищал цвета бакинского НПУ «Орджоникидзенефть» в чемпионате Азербайджанской ССР.
В 1962 году перешёл в бакинский «Нефтяник», провёл единственный в карьере матч в чемпионате СССР. В сезоне-63 также входил в заявку «Нефтяника», но играл только за дубль, в составе которого забил 1 мяч.
В 1964—1965 годах выступал в классе «Б» за «Шахтёр» из Шахт. По ходу сезона-65 перебрался в махачкалинское «Динамо», провёл 26 матчей.
В 1967 году выступал за «Металлург» из Красного Сулина, завоевавшей золото чемпионата Ростовской области. В 1968 году играл в его составе в классе «Б».